# Yevhen Halych
Yevhen Halych (født 29. april 1984) er en ukrainsk sanger som er forsangeren i rock metal bandet O.Torvald som repræsenterede værtslandet Ukraine ved Eurovision Song Contest 2017 med sangen "Time", hvor de opnåede en 24. plads.